# الدوري الأنغولي لكرة السلة للسيدات
الدوري الأنغولي لكرة السلة للسيدات (بالبرتغالية: Campeonato Nacional de Basquetebol em Séniores Femininos‏) هو دوري كرة سلة للسيدات في أنغولا تأسس في سنة 1977 تلعب فيه 6 فرق. يعتبر فريق بريميرو دي أغوستو الأكثر فوزا به برصيد 12 لقبا.